# Liste der Naturdenkmale in Hartenfels
Die Liste der Naturdenkmale in Hartenfels nennt die im Gemeindegebiet von Hartenfels ausgewiesenen Naturdenkmale (Stand 13. Juni 2024).

## Naturdenkmale
| Nr.         | Bezeichnung | Lage                                         | Beschreibung                  | Bild                          |
| ----------- | ----------- | -------------------------------------------- | ----------------------------- | ----------------------------- |
| ND-7143-473 | Zehntgarben | südwestlich des Ortes; Flur Auf der Höh Lage | Felsengruppe aus Säulenbasalt | mehr Fotos \| Fotos hochladen |